# Ferdinand Beyrich
Carl Ernst Friedrich Ferdinand Beyrich (geb. 25. November 1812 in Berlin; gest. 27. August 1869 ebenda) war ein deutscher Apotheker, Chemikalienhändler, Fototechniker, Fotograf und Fotowarenhändler. Er gilt als Mitbegründer des fotochemischen Gewerbes in Berlin. Die Manufaktur von Ferdinand Beyrich trug maßgeblich dazu bei, Berlin zu einem internationalen Zentrum des Fotohandels zu machen. Zudem galt Beyrich als einer der führenden Ausbilder für Fotografie.

## Familie

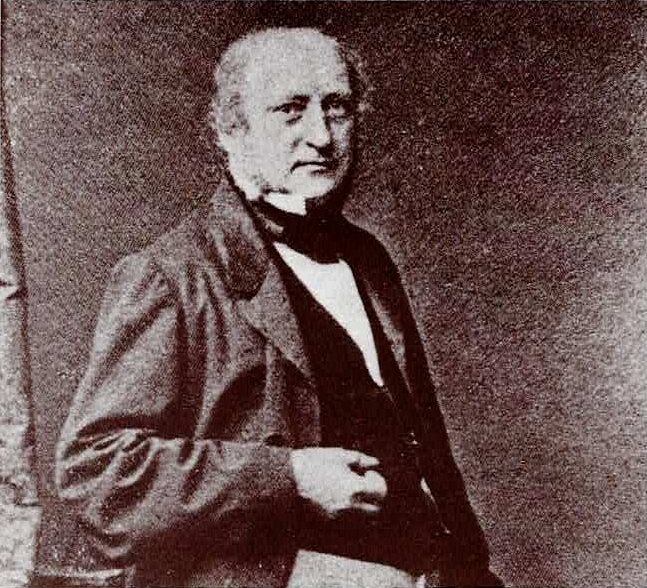
Der Berliner Apotheker Ferdinand Beyrich (1812–1869)

Der Geologe und Paläontologe Heinrich Ernst Beyrich (* 31. August 1815 in Berlin; † 9. Juli 1896 ebenda) war ein jüngerer Bruder von Ferdinand Beyrich. Ihre Eltern waren Friedrich Gottlob Beyrich (1778 bis nach 1836), Inhaber einer vom Großvater gegründeten Seidenwarenfabrik, und Christine Carola Jordan.
Heinrich Karl Beyrich, Botaniker und Reisender (geb. am 22. März 1796 in Wernigerode; gest. am 15. September 1834 in Fort Gibson im Indianergebiet, Nordamerika) war ein Onkel väterlicherseits von Ferdinand und Heinrich Ernst Beyrich, also ein Bruder ihres Vaters Friedrich Gottlob Beyrich.
Die damals bekannte Jugendschriftstellerin Clementine Helm (1825–1896) war seit 1848 Ferdinand Beyrichs Schwägerin (die Ehefrau seines Bruders Heinrich Ernst Beyrich).
Ferdinand Beyrich heiratete im Jahr 1840 in Berlin Ernestine Elise Germershausen, eine Tochter des Kaufmanns Ernst Wilhelm Germershausen. Das Paar hatte zwei Söhne und zwei Töchter, darunter den Kaufmann Ernst Beyrich, der nach dem Tod seines Vaters Ferdinand das Amt des Kassierers des Vereins zur Förderung der Photographie, Berlin, übernahm.

## Leben
Ferdinand Beyrich besuchte die 1824 gegründete städtische Berliner Gewerbeschule. Chemieunterricht erhielt er dort von dem renommierten Chemiker Friedrich Wöhler, dem Erfinder der Harnstoffsynthese. Beyrich entschloss sich, Apotheker zu werden. Er verbrachte seine Lehrzeit in der damals Bärwald'schen Apotheke am Zietenplatz in Berlin. Anschließend arbeitete er mehrere Jahre lang in verschiedenen Apotheken in Brühl (Rheinland), Frankfurt am Main und Neuchâtel. Im Jahre 1838 kaufte er die ehemals Soltmann'sche Apotheke in der Poststraße 4 und begann – neben dem Betrieb seiner „Apotheke zum gekrönten Adler“ – mit der Fabrikation bestimmter in Apotheken benötigter Chemikalien im großen Stil. Er spezialisierte sich auch auf Silberpräparate; da diese unter anderem für Daguerreotypien benötigt werden, kam er schon bald mit diesem fotografischen Verfahren in Berührung. Beyrich war unter den ersten Deutschen, die versuchten, fotografische Chemikalien herzustellen, die bis dahin nur aus Frankreich zu beziehen waren. Die Herstellung fotografischer Präparate wurden für Beyrich zu einem wichtigen Geschäftsfeld. Gemeinsam mit seinem Kollegen Hermann Hirsch gelang Beyrich im Jahr 1856 die Herstellung von Eiweißpapier (Albuminpapier), das bis dahin nur die Marion'sche Fabrik in Paris herstellen und liefern konnte. Nachdem die Fotografie um 1850 durch die Erfindung des Kollodium und des Albuminpapiers große Fortschritte gemacht hatte – es waren nun Fotoabzüge in guter Qualität herstellbar –, nahm Beyrichs Fotogeschäft einen so großen Aufschwung, dass das Geschäft mit fotografischen Präparaten das mit pharmazeutischen bald überstieg. Da die Räumlichkeiten seiner Apotheke in der Poststraße eine Ausweitung seines chemischen Geschäftes nicht zuließ, zog er in die Auguststraße am Koppenplatz um. Beyrich gab seine Apotheke sowie den Handel mit Medikamenten und Medizinprodukten schließlich auf. Er erweiterte sein fotografisches Sortiment und verkaufte neben Foto-Chemikalien bald auch Kameras, Bilderrahmen und anderes Fotozubehör. Bis 1861 unterhielt er Filialen in Wien, Paris, London, Petersburg und New York; seine Produkte wurden auch durch andere Einzelhändler vertrieben.
Ferdinand Beyrich galt als wichtiger Lehrmeister für Fotografie. Zu seinen Schülern zählten Ottomar Anschütz und Max Petsch. Max Petsch arbeitete ab 1860 als Laborant in der Fotochemikalienhandlung seines Vormunds Ferdinand Beyrich. Auch der Fotograf Theodor Prümm (1841–1890) arbeitete nach seiner Tätigkeit als Drogist als Operateur im Beyrich'schen Geschäft. Ferdinand Beyrich war Mitglied im Verein zur Förderung der Photographie.
Beyrich gehörte der Deutschen Chemischen Gesellschaft zu Berlin seit ihrer Gründung im Jahr 1867 an. 1868 war er Vorstandsmitglied dieser Gesellschaft. Beyrich starb recht plötzlich am 27. August 1869 in Berlin im Alter von nur 57 Jahren.